# Dasyatis fluviorum
Dasyatis fluviorum  (лат.) — хрящевые рыбы рода хвостоколов из семейства хвостоко́ловых отряда хвостоколообразных надотряда скатов. Они обитают в тропических водах юго-западной части Тихого океана. Эти донные рыбы встречаются на мелководье в заросших манграми бухтах и эстуариях рек, уровень воды в которых определяют приливы и отливы. Максимальная зарегистрированная длина 130 см, ширина диска 93 см, а вес 6,1 кг. Грудные плавники этих скатов срастаются с головой, образуя ромбовидный диск. Окраска дорсальной поверхности диска ровного жёлто-коричневого или оливкового цвета. Вдоль позвоночника на диске пролегает ряд колючек. Позади шипа на хвостовом стебле расположены верхняя и нижняя плавниковые складки.
Эти скаты охотятся в основном на донных беспозвоночных и мелких костистых рыб.  Они пользуются дурной славой разорителей устричных ферм. Подобно прочим хвостоколообразным Dasyatis fluviorum размножаются яйцеживорождением. Эмбрионы развиваются в утробе матери, питаясь желтком и гистотрофом. Не являются объектом целевого промысла. В качестве прилова часто попадаются при коммерческом лове. Страдают от ухудшения условий среды обитания. Численность популяции снижается.

## Таксономия и филогенез
Вероятно, новый вид хвостоколов был впервые упомянут в научной литературе английским натуралистом Уильямом Савилом-Кентом в XIX веке, который наблюдал за тем, как скат, принятый им за обыкновенного хвостокола, поедает устриц в эстуарии реки в Квинсленде. Официальное научное описание было дано австралийским ихтиологом Джеймсом Дугласом Огилби в 1908 году на основании особи, пойманной в реке Брисбен. Видовой эпитет происходит от слова лат. fluvium — «речной».

## Ареал и места обитания
Dasyatis fluviorum обитают в тропических водах юго-западной части Тихого океана у восточного побережья Австралии от Квинсленда до Нового Южного Уэльса. Площадь ареала не превышает 1700 кв.км. В Харви-Бей и Мортон бэй они до сих пор встречаются в большом количестве. До 80-х годов XIX века они были распространены в Ботаническом заливе и у берегов Порт-Джэксона. Данные о присутствии Dasyatis fluviorum у полуострова Кейп-Йорк, Северных Территорий, Новой Гвинеи и в Южно-Китайском море Британской Колумбии, вероятно, ошибочны и относятся к пресноводным видам скатов, в первую очередь к Himantura dalyensis и Dasyatis longicauda. Dasyatis fluviorum очень требовательны к условиям окружающей среды, поскольку в некоторых местах они скапливаются в большом количестве. Они предпочитают держаться в эстуариях рек, уровень воды в которых сильно зависит от приливов и отливов, и бухтах, заросших манграми, с песчаным и илистым дном. Их редко можно встретить на открытом пространстве, хотя иногда они опускаются на глубину до 28 м. Эти скаты обитают в морской и солоноватой воде, вероятно, могут жить и в пресной воде, поскольку во время высокого прилива они поднимаются вверх по руслу реки. Температура на поверхности воды в их ареале колеблется от 24 до 29 °С на севере и от 17 до 23 °С на юге. У этого вида наблюдается сегрегация по полу и возрасту. 

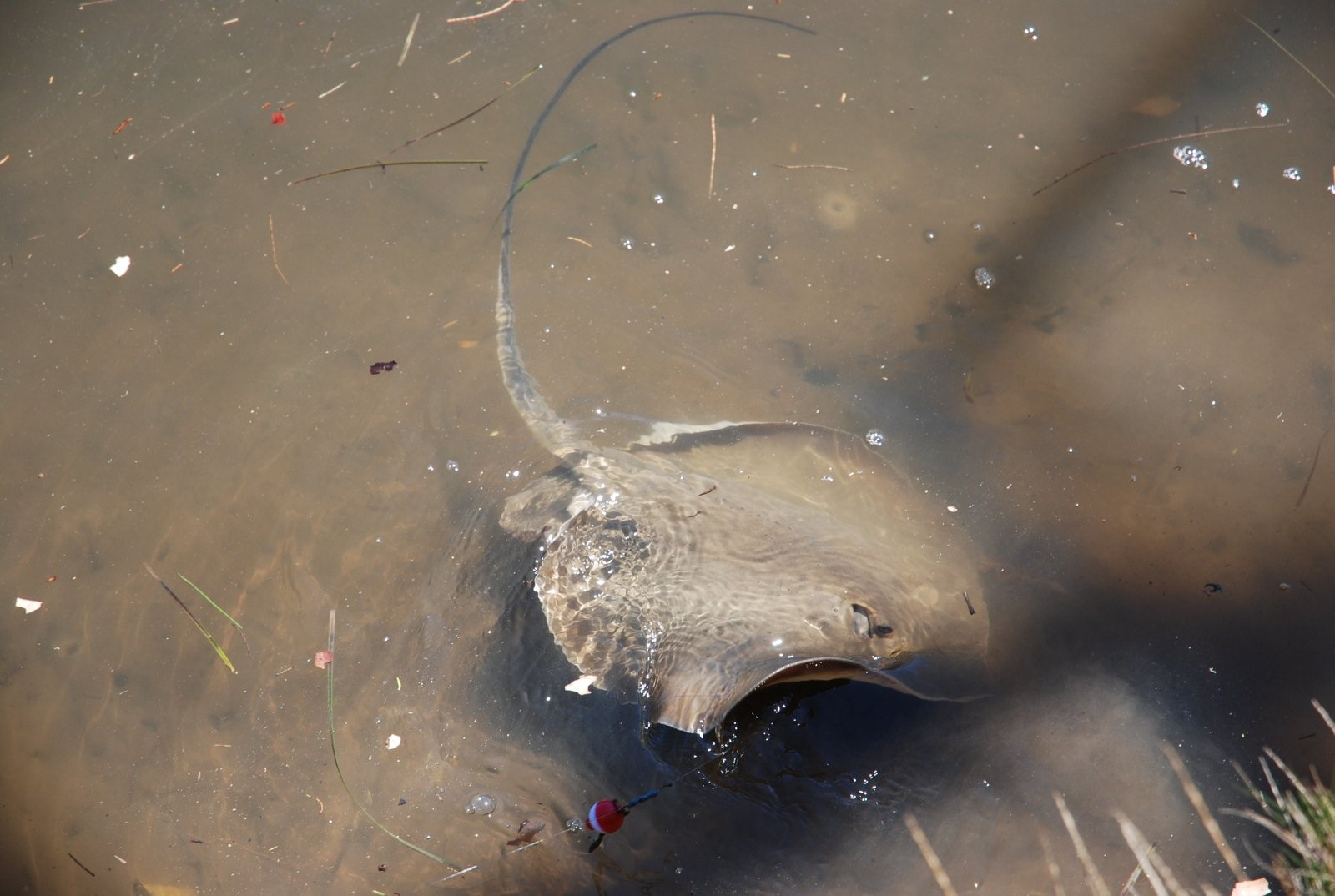

## Описание
Грудные плавники этих скатов срастаются с головой, образуя ромбовидный плоский диск, ширина которого почти равна длине, края плавников («крыльев») закруглены. Широкое треугольное рыло сужается к кончику. Позади мелких, широко расставленных глаз расположены брызгальца. На вентральной поверхности диска расположены 5 жаберных щелей, рот и ноздри. Между ноздрями пролегает лоскут кожи со слегка бахромчатым нижним краем. В углах изогнутого рта имеются глубокие борозды. Дно ротовой полости покрывают 5 выростов, пара крайних выростов самая мелкая и отделена от остальных. Мелкие притуплённые зубы выстроены в шахматном порядке и образуют плоскую поверхность. Брюшные плавники довольно крупные.
Кнутовидный хвост с широком и плоским основанием в 2 раза длиннее диска. Как и у других хвостоколов, на дорсальной поверхности в центральной части хвостового стебля расположен зазубренный шип, соединённый протоками с ядовитой железой. Периодически шип обламывается и на их месте вырастает новый. Иногда у скатов бывает 2 шипа, из-за того, что предыдущий ещё не обломился, а новый уже вырос. Позади шипа на хвостовом стебле расположены верхняя и нижняя кожные складки. Область между глаз и центральная часть диска покрыты мелкими чешуйками. Вдоль позвоночника пролегает ряд колючек, которые укрупняются по направлению к основанию ядовитого шипа на хвостовом стебле. Остальная часть хвоста гладкая. Окраска дорсальной поверхности диска ровного желтоватого или зеленовато-коричневого цвета, края диска светлее, а хвост позади ядовитого шипа темнее основного фона. Вентральная поверхность диска белая. Максимальная зарегистрированная ширина диска 93 см, общая длина 120 см, а вес 6,1 кг.

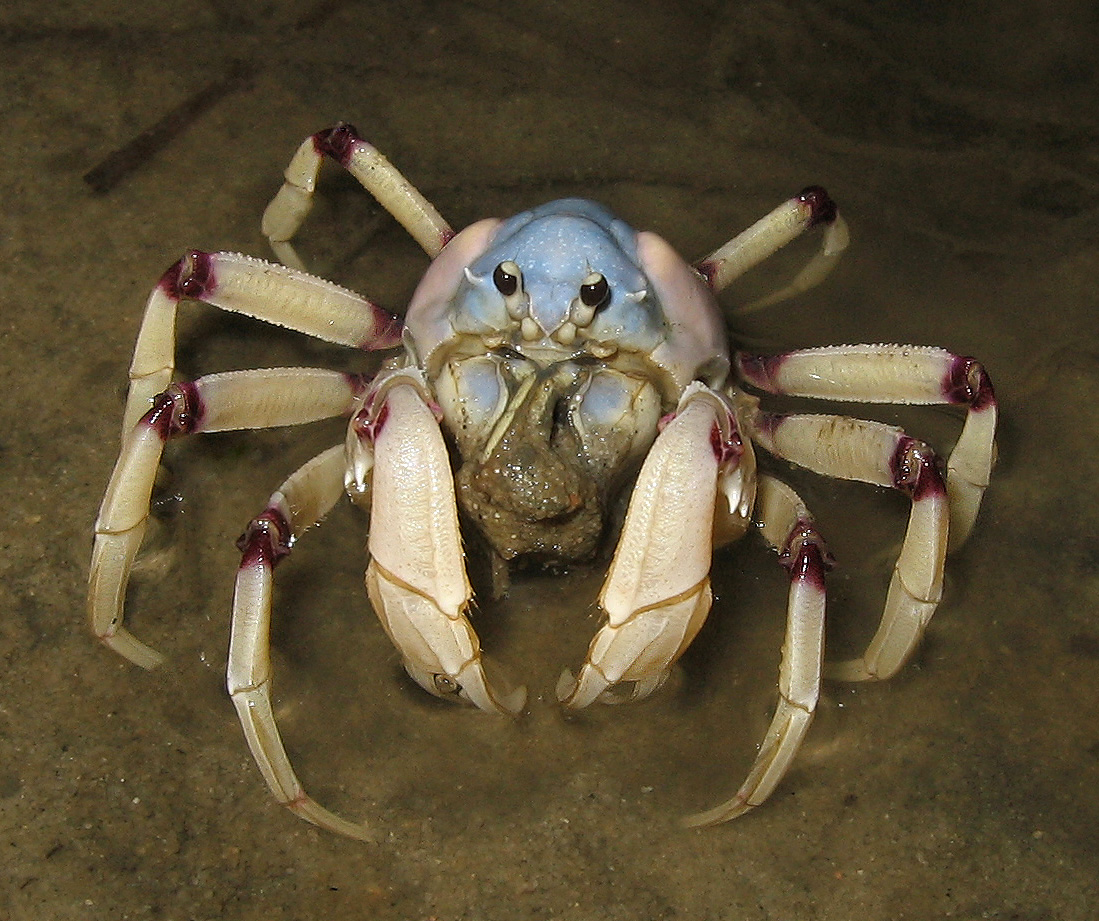
В Мортон Бэй основу рациона этих хвостоколов составляют крабы Mictyris longicarpus.

## Биология
Несмотря на репутацию прожорливых разорителей устричных ферм Dasyatis fluviorum охотятся в основном на ракообразных и многощетинковых червей. В Мортон Бэй основу их рациона составляют крабы Mictyris longicarpus. В поисках пищи эти скаты с приливом заплывают в ватты. На Dasyatis fluviorum паразитируют ленточные черви Heterocotyle chin и Shirleyrhynchus aetobatidis, нематоды Echinocephalus overstreeti и моногенеи  Empruthotrema dasyatidis и Neoentobdella cribbi.
Подобно прочим хвостоколообразным Dasyatis fluviorum относятся к яйцеживородящим рыбам. Эмбрионы развиваются в утробе матери, питаясь желтком и гистотрофом. Вероятно, самки приносят потомство ежегодно. В ходе ухаживания самец следует за самкой и прихватывает её зубами за край диска. У берегов Квинсленда спаривание происходит с июля по октябрь, за процессом наблюдали ночью на глубине 80 см. Длина новорожденных около 35 см, а ширина диска 11 см. Природными питомниками служат пресные и солоноватые воды рек Квинсленда. У самцов половая зрелость наступает при достижении ширины диска 41 см, что соответствует возрасту 7 лет, а у самок при ширине диска 63 см в возрасте 13 лет. Максимальная продолжительность жизни оценивается в 16 лет у самцов и 23 года у самок.

## Взаимодействие с человеком
Численность когда-то широко распространённых Dasyatis fluviorum снижается. Несмотря на то, что они не представляют интереса для коммерческого промысла, эти рыбы попадаются в качестве прилова в донные тралы и жаберные сети. Пойманных рыб зачастую убивают, прежде чем выбросить за борт. Подобным образом поступают и рыболовы-любители. В ходе исследований, проведённых в Мортон Бэй, было обнаружено, что 10 % скатов носят на себе следы повреждений, такие как застрявшие крючки или травмы хвоста. Эти хвостоколы страдают от ухудшения условий среды обитания. Их ареал охватывает один из самых урбанизированных районов Австралии, где происходит активное освоение прибрежной полосы, ведущее к загрязнению воды. Кроме того, этих скатов преследуют фермеры, занимающиеся выращиванием двустворчатых моллюсков. Международный союз охраны природы присвоил этому виду статус «Уязвимый».